# Unione Italiana dei Lavori Agroalimentari
L’Unione Italiana dei Lavori Agroalimentari (UILA) è il sindacato dei lavoratori, dipendenti ed autonomi delle imprese operanti nel settore agricolo pesca e forestale che fa capo all'Unione Italiana del Lavoro (UIL).
La UILA è membro di UITA (Unione Internazionale dei Lavoratori dell'Alimentazione, dell'Agricoltura, del Turismo, del Tabacco e delle Industrie Connesse).

## Storia

### Prodromi
La nascita della UILA, affonda le sue radici nelle prime lotte dei braccianti di fine '800 che portarono alla costituzione delle leghe degli operai agricoli. Da allora diverse tappe, che spesso hanno seguito la storia del movimento operaio, hanno contribuito al formarsi del sindacato odierno.
Si fa risalire al primo congresso della lega di Molinella (Bo) del 28 febbraio 1893 la nascita di un sindacalismo laico e riformista che produsse figure come Giuseppe Massarenti Filippo Turati Giacomo Matteotti Bruno Buozzi e Argentina Altobelli Bruno Buozzi, fino a giungere alla UIL di Italo Viglianesi.

### Origini
La UIL, appena nata nel 1950, organizzò una sezione specifica al suo interno dando vita nel 1951 alla UIL-TERRA che raggruppava sia i lavoratori agricoli dipendenti che i mezzadri, i coloni e i piccoli proprietari.
Il 3º congresso della UIL-TERRA, svoltosi a Grottaferrata l'1 e 2 febbraio 1964, deliberò di scindersi in due nuove federazioni, una per i dipendenti del settore agricolo ed una per i proprietari-coltivatori diretti. Nacquero in quell'occasione la UISBA (Unione italiana salariati e braccianti agricoli), che incluse anche tutti i lavoratori subordinati del settore agricolo (mondariso, tabacchine, impiegati e tecnici, florovivaisti, ecc.) e la UIMEC (Unione italiana mezzadri e coltivatori diretti) che rappresentava i mezzadri, i coloni e i coltivatori diretti.

### UISBA
La UISBA, rappresentava in seno alla UIL, tutti i lavoratori dipendenti del settore agricolo, compresi coloro che lavoravano alle bonifiche, che avevano una propria sigla in seno alla UISBA: la UILBI (Unione italiana lavoratori bonifiche ed irrigazione). Quest'ultima nel 1974, unendosi con la SILBI, un sindacato autonomo dello stesso settore, diede vita alla FILBI (Federazione italiana lavoratori bonifica e irrigazione). Con tale fisionomia la UISBA giunse sino al 1994.

### UILA
Il 1º febbraio 1994 a Roma nasce, dall'unione della UISBA e della UILIAS Unione italiana dei lavoratori delle industrie alimentari), la UILA (Unione italiana lavoratori agroalimentari).
Nel 2007 la UILA assorbe la UILVED che sarà trasformata in un coordinamento nazionale interno. Viene assorbita, nel 1997, la UILA Monopoli un sindacato di settore.  Nel 2004 la UILA fa confluire i lavoratori pubblici dei monopoli della UILA-Monopoli, nella UILPA UIL Pubblica Amministrazione, mentre i lavoratori specificamente relativi al settore industriale dei monopoli vengono integrati nella UILA. Il 7 ottobre del 2004 viene costituita, in seno alla UILA, la UILA Pesca, un nuovo sindacato di settore che sostituisce il precedente coordinamento.
Nel 2007 il segretario generale UILA Stefano Mantegazza viene nominato dalla UIL commissario straordinario della UIMEC, questo fatto porterà nel 2010 all'assorbimento della UIMEC stessa ricongiungendo i due sindacati nati dalla scissione di UIL-Terra del 1964.

## Organizzazione
La UILA incorpora sotto la sua sigla e ne mantiene le strutture territoriali, oltre che della UIMEC, anche della UIL Pesca e della FILBI.
Gli organismi di base della struttura della UILA sono:
- Leghe comunali - riuiscono tutti i lavoratoria livello territoriale.
- Gruppi aziendali - riuiscono tutti i lavoratoria livello aziendale.
- Sezioni aziendali sindacali della FILBI - riuniscono i lavoratori della bonifiche, dell'irrigazione e miglioramento fondiario appartenenti alla stessa azienda.
- Sindacati di marineria della UILA-PESCA - riuniscono tutti i lavoratori della pesca (e acquacoltura) della stessa marineria.
- Leghe dei produttori della UIMEC - riuniscono tutti i produttori agricoli della stessa area territoriale.

## Iscritti
L'ultimo dato certificato disponibile è quello relativo all'anno 2010, da esso si ricava un numero di tessere emesse agli iscritti pari a 223.658. Tale dato si riferisce al primo anno in cui sono accorpati gli iscritti UILA ed UIMEC per effetto della fusione delle due sigle, nel 2009 gli iscritti UILA furono di quasi 150.000 e circa 72.000 quelli della UIMEC.